# فاوستينو ألونسو
فاوستينو ألونسو (بالإسبانية: Faustino Alonso)‏ مواليد 15 فبراير 1961 في أسونسيون، هو لاعب كرة قدم باراغواياني. يلعب في مركز الهجوم. سبق له أن لعب في كأس العالم لكرة القدم مع منتخب بلاده في مونديال عام 1986.

## المسيرة الاحترافية

### أندية لعب لها
- نادي ريو أفي

## روابط خارجية
- فاوستينو ألونسو على موقع الاتحاد الدولي (مؤرشف)  (الإنجليزية)
- فاوستينو ألونسو على موقع قاعدة بيانات كرة القدم.إي يو (الإنجليزية)
- فاوستينو ألونسو على موقع عالم كرة القدم.نت (الإنجليزية)